# Họ Dương xỉ
Họ Dương xỉ (danh pháp khoa học: Polypodiaceae) là một họ thực vật gồm khoảng 1.000 loài trong bộ Dương xỉ, lớp Dương xỉ, ngành Dương xỉ

## Hình ảnh

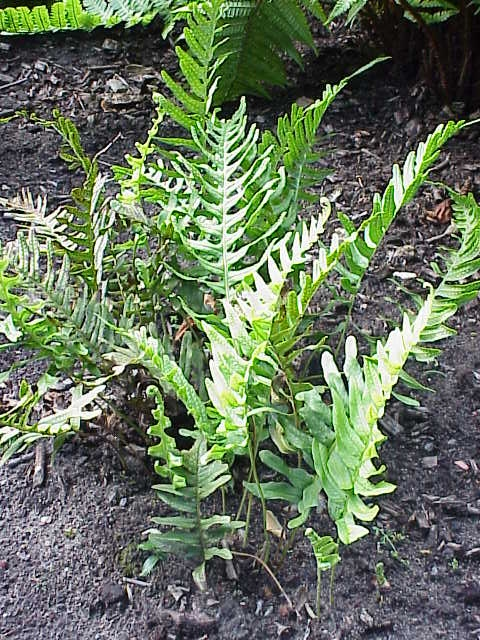
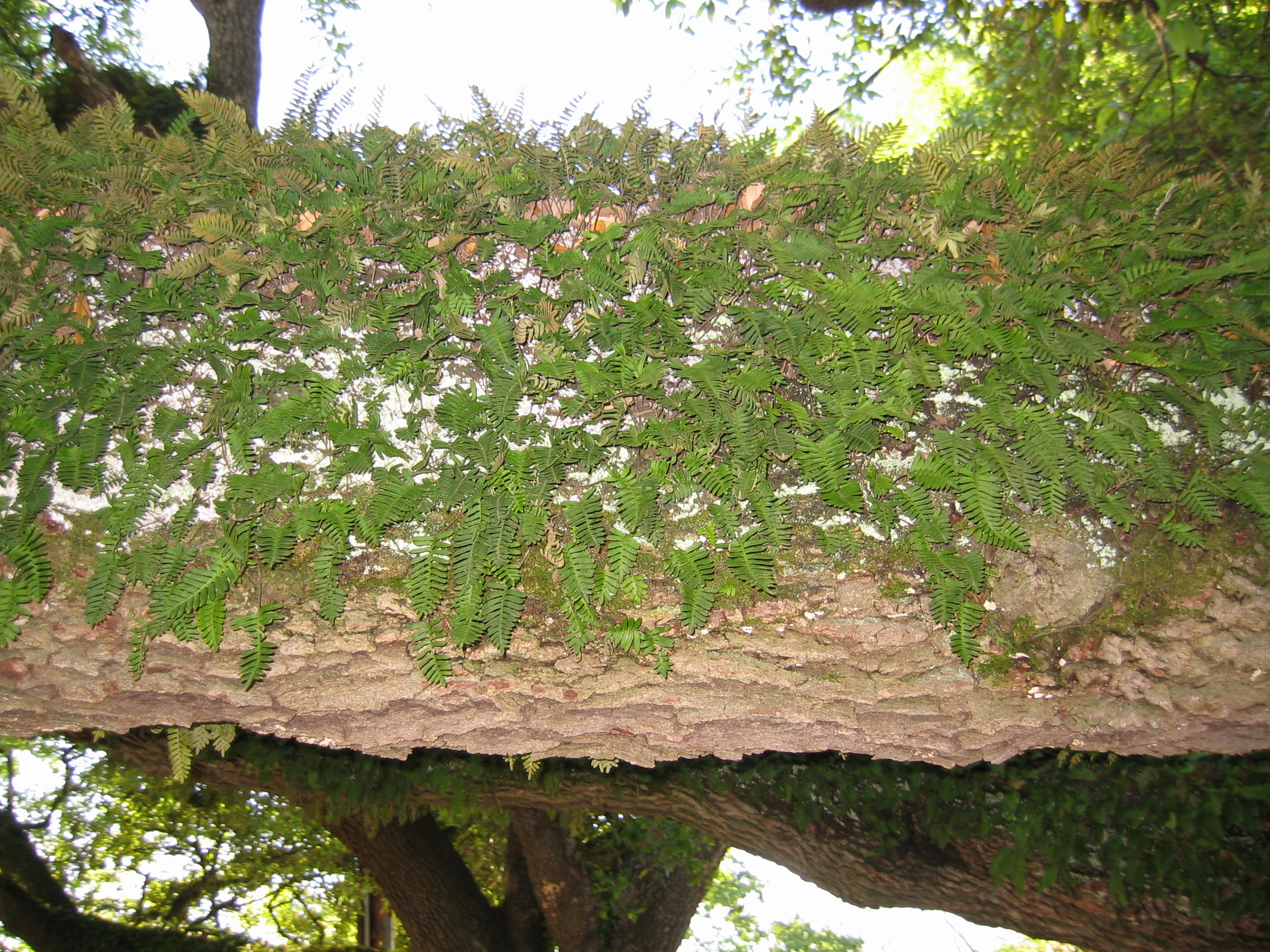
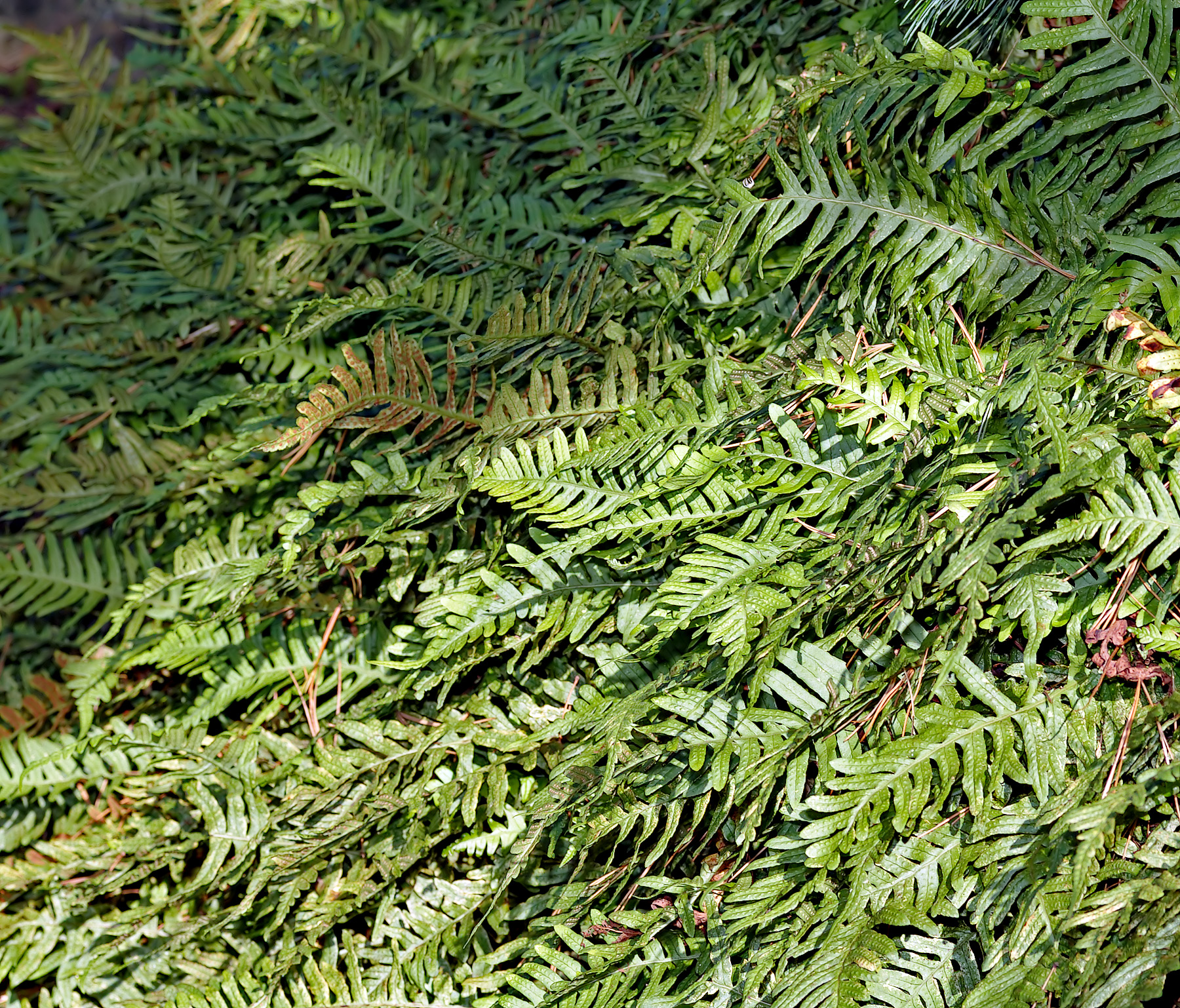

## Phân loại
| - Phân họ Drynarioideae - Chi Aglaomorpha - Chi Drynaria - Phân họ Loxogrammoideae - Chi Loxogramme - Phân họ Microsoroideae - Chi Arthromeris - Chi Belvisia - Chi Christiopteris - Chi Colysis - Chi Diblemma - Chi Lecanopteris - Chi Leptochilus - Chi Microsorum - Chi Paraselliguea - Chi Podosorus - Chi Polypodiopteris - Chi Selliguea | - Phân họ Platycerioideae - Chi Ổ phượng Platycerium - Chi Pyrrosia - Chi Saxiglossum - Phân họ Pleopeltoideae - Chi Belvisia - Chi Dicranoglossum - Chi Drymotaenium - Chi Lemmaphyllum - Chi Lepisorus - Chi Marginariopsis - Chi Microgramma - Chi Neolepisorus - Chi Neurodium - Chi Pleopeltis - Chi Paragramma - Chi Solanopteris - Chi Synammia - Chi Thylacopteris | - Phân họ Polypodioideae - Chi Anapausia - Chi Anarthropteris - Chi Campyloneurum - Chi Dictymia - Chi Goniophlebium - Chi Gymnogrammitis - Chi Hyalotrichopteris - Chi Neocheiropteris - Chi Niphidium - Chi Pecluma - Chi Phlebodium - Chi Polypodium - Chi Pycnoloma - Chi Synammia - Chi Thylacopteris |